# غريغ إل. آدامز
غريغ إل. آدامز (بالإنجليزية: Greg L. Adams)‏ هو سياسي أمريكي، ولد في 6 فبراير 1952 في كولمبوس في الولايات المتحدة. نشط حزبياً في لاحزبي ‏ والحزب الجمهوري. وقد انتخب عضو مجلس ولاية نبراسكا.